# Stabilisierung (Raumfahrt)

Rotation dient teils zur Stabilisierung von Raumfahrzeugen: Satellitenspin (1), Drallstabilisierung (2);
teils zur Lageregelung: Reaktionsschwungräder (3), Momentenkreisel (4)

Stabilisierung bedeutet in der Raumfahrt, dass eine Achse eines Raumflugkörpers ohne weiteres Zutun eine bestimmte Richtung im Raum beibehält. Dazu können zwei Wirkmechanismen genutzt werden, der Gravitationsgradient oder die Rotation (Spin).
Dagegen bedeutet Lageregelung, die räumliche Orientierung dreier Achsen beliebig zu ändern, siehe Attitude Determination and Control System.

## Gravitationsstabilisierung

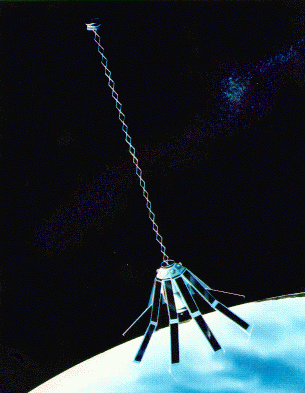
Geosat wurde über ein Gewicht gravitationsstabilisiert, das an einem Ausleger ausgefahren wurde

Die Gravitationsstabilisierung ist nur in der Nähe eines schweren Himmelskörpers möglich. Während der Raumflugkörper in seinem freien Fall der mittleren Schwerebeschleunigung folgt, unterliegen seine dem Himmelskörper zugewandten Teile einer höheren Anziehung, die abgewandten Teile einer höheren Zentrifugalbeschleunigung.
Dieser Schweregradient lässt sich zur Stabilisierung ausnutzen, indem der Flugkörper länglich konstruiert wird, also mit einer dominierenden Achse des Trägheitstensors. Solange die Hauptachsen schräg gegenüber dem Radiusvektor vom Himmelskörper zum Flugkörper orientiert sind, wirkt durch den Gradienten ein Drehmoment mit der Tendenz, die Längsachse des Flugkörpers parallel zum Radiusvektor auszurichten. Der Satellit wird so entworfen, dass er in dieser stabilen Lage seine Aufgabe erfüllen kann. Diese Methode nutzten ältere Erdbeobachtungssatelliten sowie das Space Shuttle, wenn es gerade keine besondere Lage im Raum einnehmen musste.
Bezüglich einer Drehung um die Längsachse tritt keine Stabilisierung auf.

## Spinstabilisierung

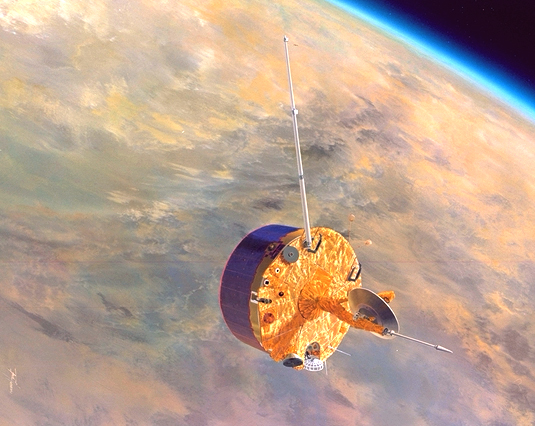
Die Raumsonde Pioneer Venus 1 war spinstabilisiert und hatte einen entdrallten Turm mit einer zur Erde gerichteten Antenne

Die Spinstabilisierung nutzt den Effekt aus, dass sich ein Raumflugkörper, der um seine Längsachse rotiert (Nr. 1 im Übersichtsbild), wie ein Kreisel verhält und deshalb normalerweise nicht aus seiner Lage im Raum gebracht werden kann; dies gilt auch, wenn sich der Raumflugkörper im Schwerefeld eines Himmelskörpers befindet. Die Eigenrotation verleiht dem Raumflugkörper genügend Stabilität um die beiden Achsen, die senkrecht zur Rotationsachse stehen.
Ein Nachteil ist, dass die Spinachse nur schwer durch zusätzliche Steuerungstriebwerke beliebig im Raum ausgerichtet werden kann. Außerdem wird jeweils nur die Hälfte der an der Außenhülle angebrachten Solarzellen von der Sonne beschienen.
Das bekannteste Beispiel eines spinstabilisierten Satelliten ist die Erde mit ihrer täglichen Umdrehung. Ein anderes Beispiel sind spinstabilisierte Nachrichtensatelliten, die ihre Spinachse so ausrichten, dass die Solarzellen auf ihrer Trommeloberfläche während der Rotation um ihre Achse nacheinander von der Sonne beschienen werden, während gleichzeitig ihre Antennen, an einem Ende der Trommel sitzend, von einem Motor entdrallt werden, so dass sie immer auf dasselbe Zielgebiet auf der Erde zeigen können. Man spricht dabei auch von einem dual-spin system.
Da in der Schwerelosigkeit die Ausrichtung absolut stabilisiert wird und nicht relativ zur Erde, wird normalerweise eine Spinachse im rechten Winkel zur Orbitfläche verwendet. Ansonsten würde eine Spinachse, welche anfangs zum Erdmittelpunkt zeigt, – bei Kreisbahn – nach einem Viertel der Umlaufbahn tangential zu dieser verlaufen, und nach der Hälfte die andere Seite der Spinachse zur Erde zeigen.
Siehe auch: Yo-yo de-spin zur Reduzierung der Eigenrotation

## Drallstabilisierung
Bei der Drallstabilisierung dreht sich nicht der ganze Raumflugkörper um seine Achse, sondern ein Trägheitsrad im Innern des Raumflugkörpers ((2) in der Abbildung). Das Trägheitsrad ist ein dauernd schnell drehender massereicher Körper, dessen Achse gegenüber dem Raumflugkörper unbeweglich ist. Die so erzeugte Kreiselkraft stabilisiert den Raumflugkörper. Zur Stabilisierung genügt ein einziges Drallrad, wegen der Ausfallsicherheit haben manche Raumflugkörper jedoch mehrere.
Der Vorteil der Drallstabilisierung ist, dass der Raumflugkörper fest ausgerichtet werden kann, um Antennen zur Erde, Solarmodule zur Sonne oder Beobachtungsinstrumente zum Zielobjekt auszurichten. Die Stabilisierung um die Rotationsachse erfolgt durch Drehzahländerung und das damit verbundene Reaktionsmoment. Auch bei dieser Stabilisierungsart kann der Raumflugkörper und damit auch die Achse des Drallrades von Steuertriebwerken beliebig im Raum gedreht werden. Die Steuerdüsen werden auch dazu verwendet, die Drift bei konstant einwirkenden Störmomenten von Zeit zu Zeit zu korrigieren. Im Englischen wird dies als biased momentum system oder momentum-bias system bezeichnet.
Manche Erdbeobachtungssatelliten sind so stabilisiert. Auch der europäische Kommunikationssatellit Symphonie enthielt so ein System. Das Space Shuttle hingegen verwendet normalerweise nur Steuerdüsen. Bei der Mission STS-99 im Jahre 2000 trat jedoch ein Leck in einer Leitung auf. Um die Mission nicht frühzeitig abbrechen zu müssen, wurde auf verschiedene Weise Energie eingespart, und zusätzlich verbesserte das Training auf dem Ergometer die Stabilisierung der Raumfähre.

## Lageregelung durch Reaktionsräder

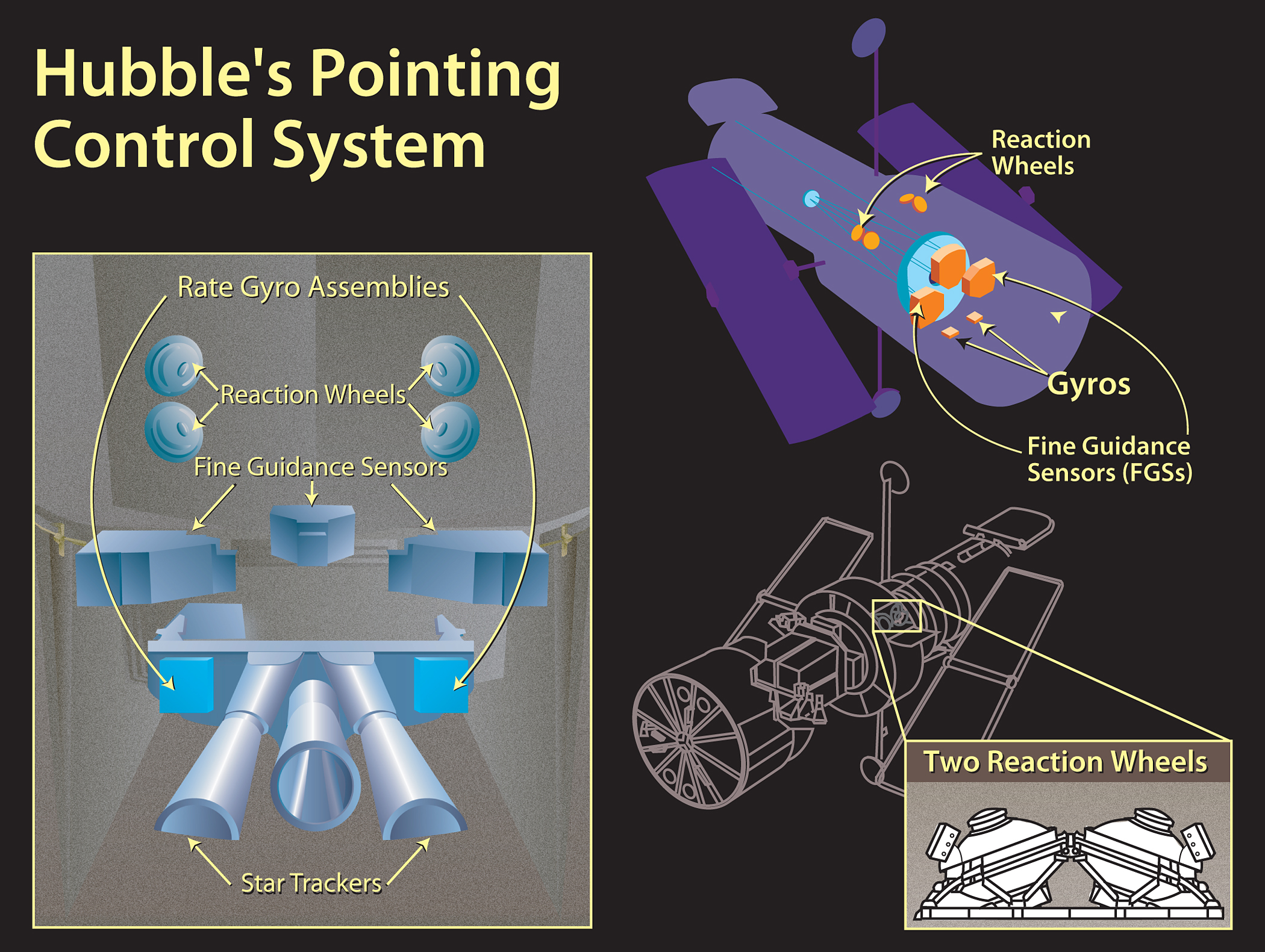
Komponenten zur Lageregelung des Hubble-Weltraumteleskops mit den vier Reaktionsrädern (Reaction Wheels)

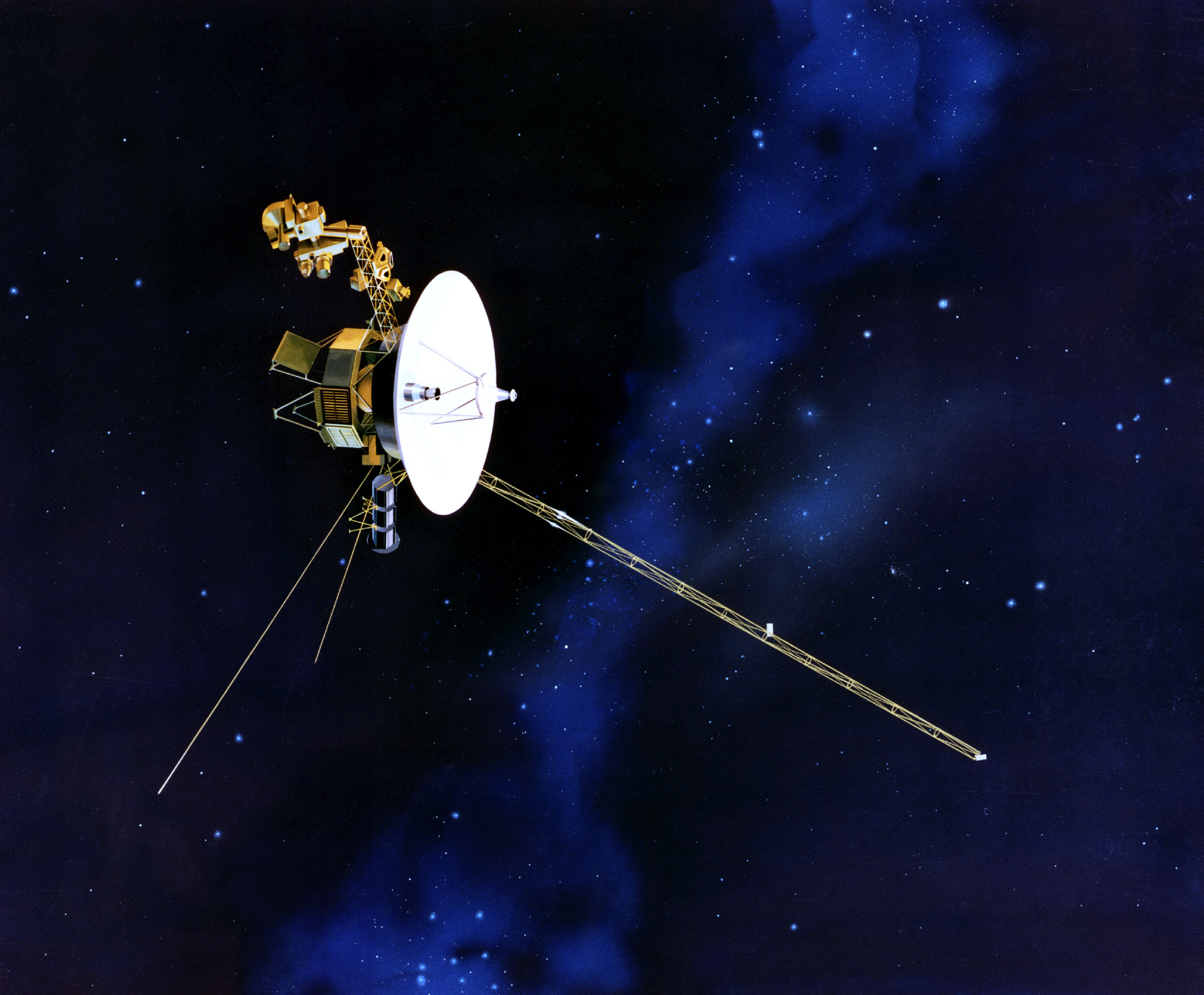
Die Voyagersonden werden mit Hydrazintreibstoff dreiachsenstabilisiert

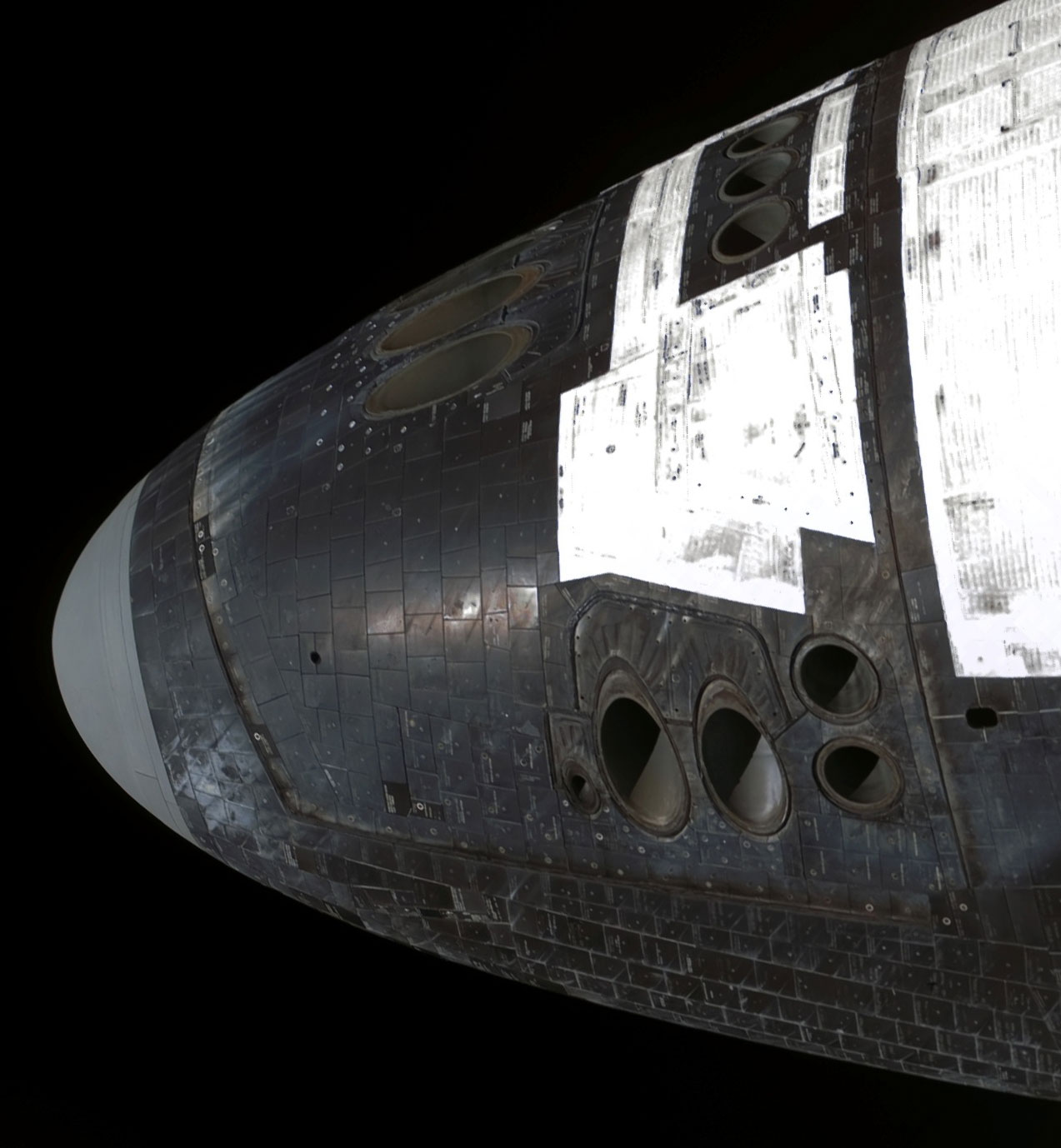
Steuerdüsen an der Nase des Space Shuttles

Die Lageregelung durch Reaktionsräder (Nr. 3 in der Abbildung) ist nicht mit der Drallstabilisierung verwandt, da deren Kreiselwirkung in diesem Fall unerwünscht ist. Stattdessen stellen bei der Lageregelung durch Reaktionsräder Sensoren die Lage im Raum gegenüber der Sonne und dem umkreisten Himmelskörper fest. Die so ermittelten Daten werden in Steuerbefehle an Reaktionsschwungräder umgewandelt.
Bei starr gelagerten Reaktionsrädern werden die benötigten Räder beschleunigt oder abgebremst. Durch die Regeln des Drehimpulserhaltungssatzes im Gesamtsystem Satellit bewegt sich das Satellitengehäuse in die entgegengesetzte Richtung.
Da im Ausgangszustand (nicht rotierende Reaktionsräder) kein Impuls wirkt, nennt man ein solches System auch zero-bias system oder zero-momentum bias system.
Da die Rotationsgeschwindigkeit und damit der maximal erzeugbare Drehimpuls begrenzt ist, muss nach mehreren Korrekturen in dieselbe Richtung das System von Zeit zu Zeit „entsättigt“ werden. Dazu wird mit Steuerdüsen oder (in der Nähe von Planeten mit starken Magnetfeldern) Magnetspulen der Satellit „festgehalten“, um den Gesamtdrehimpuls der Räder wieder auf Null zu reduzieren.
Normalerweise werden mindestens drei orthogonal angeordnete Reaktionsräder verwendet, eines für jede Raumachse. Oft ist zur Ausfallsicherheit ein viertes schräg angeordnet, oder alle vier Räder werden wie die Flächen eines Tetraeders angeordnet. Das Hubble-Weltraumteleskop besitzt zur Lageregelung vier große Reaktionsräder in anderer Anordnung. Als Sensoren werden dort verschiedene optische und magnetische Systeme sowie kleine Gyroskope verwendet, von denen aus Redundanzgründen sechs vorhanden, aber im Normalfall nur drei aktiv sind. Steuerdüsen können beim Hubble-Teleskop wegen der durch sie verursachten Verunreinigungen nicht zur Lageregelung eingesetzt werden. Hier wird auf magnetische Regelung zurückgegriffen (siehe nächster Abschnitt).
Während mit Reaktionsrädern drei Komponenten des Drehimpulsvektors verändert werden, stellt man beim Control Moment Gyro (Momentenkreisel) Richtung und Größe dieses Vektors ein (Nr. 4 in der Abb.). Dazu dient ein ständig drehendes Trägheitsrad in einer kardanischen Aufhängung. Diese ist nicht frei, sondern wird motorisch in zwei orthogonalen Richtungen verstellt. Das dabei auftretende Reaktionsmoment dreht das Raumfahrzeug. Die Drehung um die Achse des Trägheitsrades wird über Drehzahländerungen kontrolliert. Diese Technik wird beispielsweise bei der Internationalen Raumstation eingesetzt.
Im Vergleich zu Reaktionsrädern und Momentenkreiseln ist die Wirkung von Steuerdüsen grob. Ihre ausschließliche Verwendung ist zudem verschwenderisch, denn eine damit eingeleitete Drehung muss bald mit einem entgegengesetzten Impuls wieder zum Stillstand gebracht werden.
Schlussendlich wird die Lebensdauer des Gesamtsystems hauptsächlich bestimmt durch
- die Lebensdauer der Reaktionsräder, da schnell drehende Teile immer besonders störanfällig sind, und
- den Treibstoffvorrat für die oben beschriebene Entsättigung.

Bei Kommunikationssatelliten mit fester Orientierung zur Erde tragen die Hauptachsen die bei Flugzeugen üblichen Bezeichnungen, siehe roll-pitch-yaw. Ein Beispiel sind 3-achsig stabilisierte Nachrichtensatelliten, die auf diese Art ihre Antennen ständig zur Erde ausrichten, während die aus dem Satellitenkörper ragenden Solarpaddel der Sonne folgen können.

## Sonstige Verfahren
- Satelliten, die im niederen Erd-Orbit (LEO) fliegen, können das Erdmagnetfeld zur Lageregelung benutzen. Dies kann passiv durch einen Stabmagneten erfolgen, so dass sich die Satelliten wie Kompassnadeln am Magnetfeld der Erde ausrichten können.
Anspruchsvoller ist die aktive Regelung mit Magnetspulen (Magnettorquer), die auch zum Entdrallen von Reaktionsrädern genutzt werden, wenn diese ihre höchste Drehzahl erreicht haben. Dieses Verfahren wird im Hubble-Weltraumteleskop eingesetzt.
- Eine selten eingesetzte Variante zur Lageregelung sind Solarklappen. Diese bewegbaren Flächen können durch Ausnutzung des Sonnendruckes oder der geringen Erdatmosphäre, die im unteren LEO existiert (< 300 km), ein Drehmoment erzeugen und so die Lage des Satelliten verändern.